# Malaria
Malaria of moeraskoorts, vroeger ook wel polderkoorts, koude koorts, wisselkoorts of tussenpozende koortsen genoemd, in het Engels ague en in het Frans paludisme, is een infectieziekte die veroorzaakt wordt door eencellige parasieten van het geslacht Plasmodium dat tot de Apicomplexa behoort. De parasiet wordt op mensen overgebracht door malariamuggen. De Wereldgezondheidsorganisatie schat dat in 2010 655.000 mensen aan malaria overleden, voor het overgrote deel in Afrika en voor het overgrote deel kinderen jonger dan 5 jaar. Ongeveer 40% van de wereldbevolking leeft in gebieden waar malaria voorkomt. 20% van de kindersterfte in Afrika kan worden toegeschreven aan malaria. Zwangere vrouwen lopen een groot risico om te overlijden als gevolg van complicaties van malaria, maar ook bestaat het risico op een miskraam of vroegtijdige geboorte. Er bestaat tevens het gevaar van bloedarmoede bij de vrouw en als gevolg daarvan baby's met een te laag geboortegewicht.
Tot ca. 1920 kwam malaria overigens ook nog endemisch in Nederland voor. Vlak na de Tweede Wereldoorlog waren er in Nederland ca. 10.000 gevallen van malaria per jaar. Dit hoge aantal kan mede worden verklaard door het stoppen van de 'kininisatie' tijdens de Duitse bezetting en door verminderde bemaling van polders door brandstofschaarste. Pas in 1959 werd 'inheemse' malaria voor het laatst geconstateerd in Nederland, en in 1970 kreeg Nederland als een van de laatste landen in Europa het predicaat 'malariavrij' van de Wereldgezondheidsorganisatie.
Het woord malaria is afgeleid van het Latijn voor 'slechte lucht', mala aria, en heeft betrekking op de overheersende geur in moerassen. Vroeger werd voor de ziekte ook wel het woord 'moeraskoorts' gebruikt. Voordat de plasmodium-parasiet ontdekt werd, schreef men de ziekte toe aan de lucht in moerasgebieden. Moerassen zijn zoals bekend een uitstekende biotoop voor muggen, zodat het misverstand gemakkelijk te verklaren is.

## Oorsprong van de malaria
P. falciparum, die bij de mens malaria tropica veroorzaakt, is geëvolueerd uit een malariavariant, die bij gorilla's voorkomt. Genetisch gezien komt de bij de gorilla's voorkomende parasiet sterk overeen met de menselijke variant. De malariaparasiet die bij onder andere bonobo's en chimpansees aangetroffen wordt, heeft veel meer afwijkende genetische kenmerken.
Een fylogenetische analyse uit 2002 geeft aan dat alle bestaande populaties van P. falciparum afstammen van de P. reichenowi. De overstap geschiedde waarschijnlijk op zijn vroegst 2-3 miljoen jaar of zo recent als 10.000 jaar geleden. De moderne dodelijke stammen van P. falciparum zijn waarschijnlijk na de opkomst van de landbouw in Afrika ontstaan in de laatste 5.000 tot 10.000 jaar.

## De parasiet

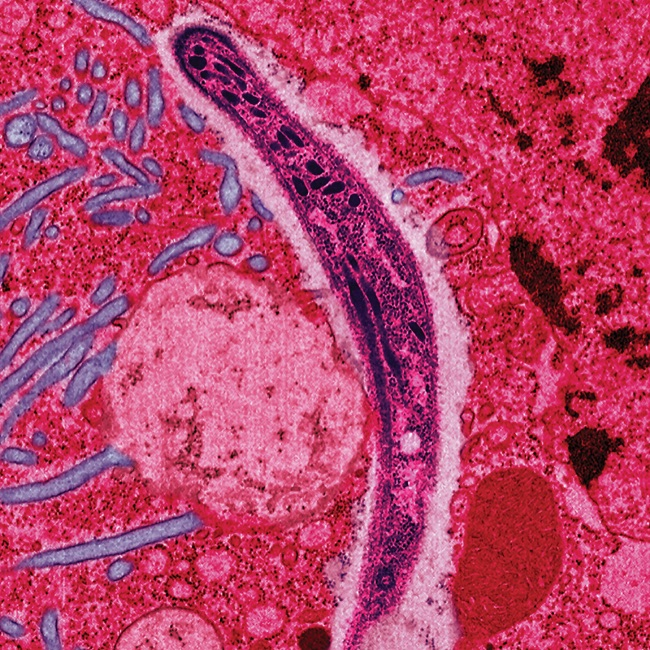
Malariaparasiet

Er zijn vijf voor de mens belangrijke soorten van plasmodium:
1. Plasmodium vivax
2. Plasmodium ovale
3. Plasmodium malariae
4. Plasmodium falciparum
5. Plasmodium knowlesi

Van P. falciparum werd in 2002 het gehele genoom bekend. Dit is ook de vorm die de gevaarlijkste vorm van malaria, malaria tropica veroorzaakt, waarbij de kans op een dodelijke afloop veel groter is dan bij de andere soorten. De kans op een dodelijke afloop is tegenwoordig bij de andere soorten klein. P. falciparum is verantwoordelijk voor ongeveer 50% van alle gevallen van malaria, P. vivax voor 20-30% en P. ovale en P. malariae elk voor ongeveer 10%.
De Franse arts Alphonse Laveran was in 1880 de eerste die de parasiet als veroorzaker van malaria zag. In 1897 werd door de Britse arts Ronald Ross de levenscyclus van malariaparasieten in malariamuggen beschreven.
De laatste jaren komt er echter een vijfde plasmodiumsoort voor die vooral in Zuidoost-Azië wordt gevonden bij mensen nl. Plasmodium knowlesi. Deze parasiet is bekend van malaria bij apen en is in een dikkedruppelpreparaat niet te onderscheiden van P. malariae. In plaats van een cyclus van 72 uur zoals bij de P. malariae heeft deze parasiet een cyclus van 24 uur. Dit veroorzaakt sneller een groter aantal geïnfecteerde cellen vergeleken met P. malariae hetgeen ook een reden is dat bij P. knowlesi-infecties patiënten wel kunnen overlijden. Vooral in Maleisië wordt P. knowlesi op relatief grote schaal aangetroffen.

### Besmetting
De gangbare manier van overdracht is door een muggenbeet.

### Ontwikkeling van de parasiet

#### Schema van de parasitaire cyclus van dePlasmodium
Er zijn twee cycli betrokken bij de ontwikkeling van de malariaparasiet: de ongeslachtelijke cyclus in de mens en in de mug en de geslachtelijke cyclus, alleen in de mug.

#### Ongeslachtelijke ontwikkeling
De ongeslachtelijke ontwikkeling en verspreiding van de parasiet verlopen ruwweg in vier fasen.
1. De malariamug, een mug van het geslacht Anopheles, steekt iemand die al besmet is, en krijgt zodoende bloed met de parasiet binnen. In de darm van de mug vermeerdert de parasiet zich zowel geslachtelijk als ongeslachtelijk en gaat ook in de speekselklieren van de mug zitten.
2. De mug steekt iemand die nog niet besmet is. Hierbij worden kiemen van de parasiet (sporozoïeten) in het nog niet zieke menselijke lichaam geïnjecteerd(1). De muggen steken omdat ze bloed nodig hebben om eitjes te kunnen leggen. Malaria wordt dan ook alleen door vrouwtjesmuggen overgebracht.
3. De sporozoïeten komen in de lever terecht(2), waar ze zich verder ontwikkelen tot schizonten(3). Dit wordt schizogonie genoemd. Binnen de mens deelt de parasiet zich alleen ongeslachtelijk.
4. Uit de opengebarsten levercellen (hepatocyten) en schizonten komen merozoïeten vrij(4). Na deze eerste replicatie in de lever (exo-erytrocytische schizogonie(A)), ondergaan de parasieten aseksuele vermenigvuldiging in de erytrocyten (erythrocytische schizogonie(B)). In de bloedbaan dringen merozoïeten rode bloedcellen binnen(5), waar ze trofozoïten vormen. De ringstadia-trofozoïeten rijpen tot trofozoïten, die vervolgens scheuren waardoor meer merozoïeten vrijkomen(6). Hier ontwikkelen ze zich tot micro- en macrogameten (ook wel: gametocyten genoemd)(7).

Wanneer een mug een met malaria geïnfecteerd persoon steekt kan ze met het opgezogen bloed gametocyten opnemen. Deze gametocyten, de mannelijke (microgametocyten) en de vrouwelijke (macrogametocyten), reproduceren zich weer in de mug (zie stap 1).

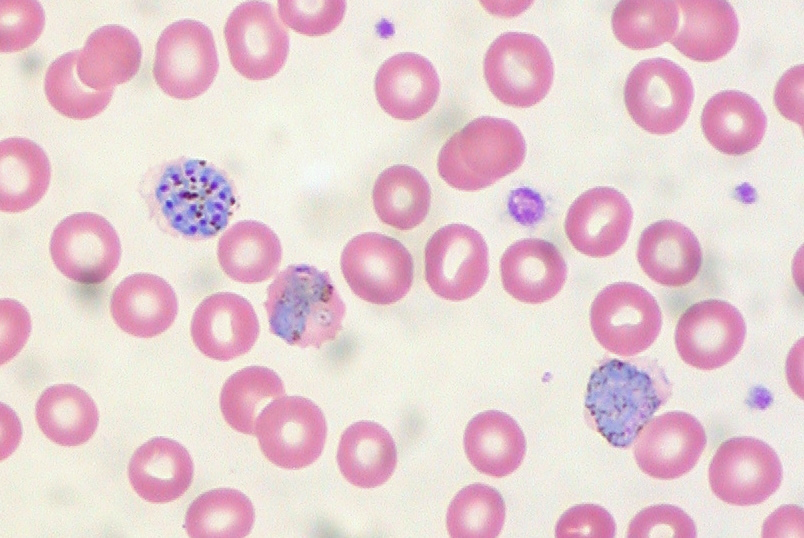
Schizont (linksboven)
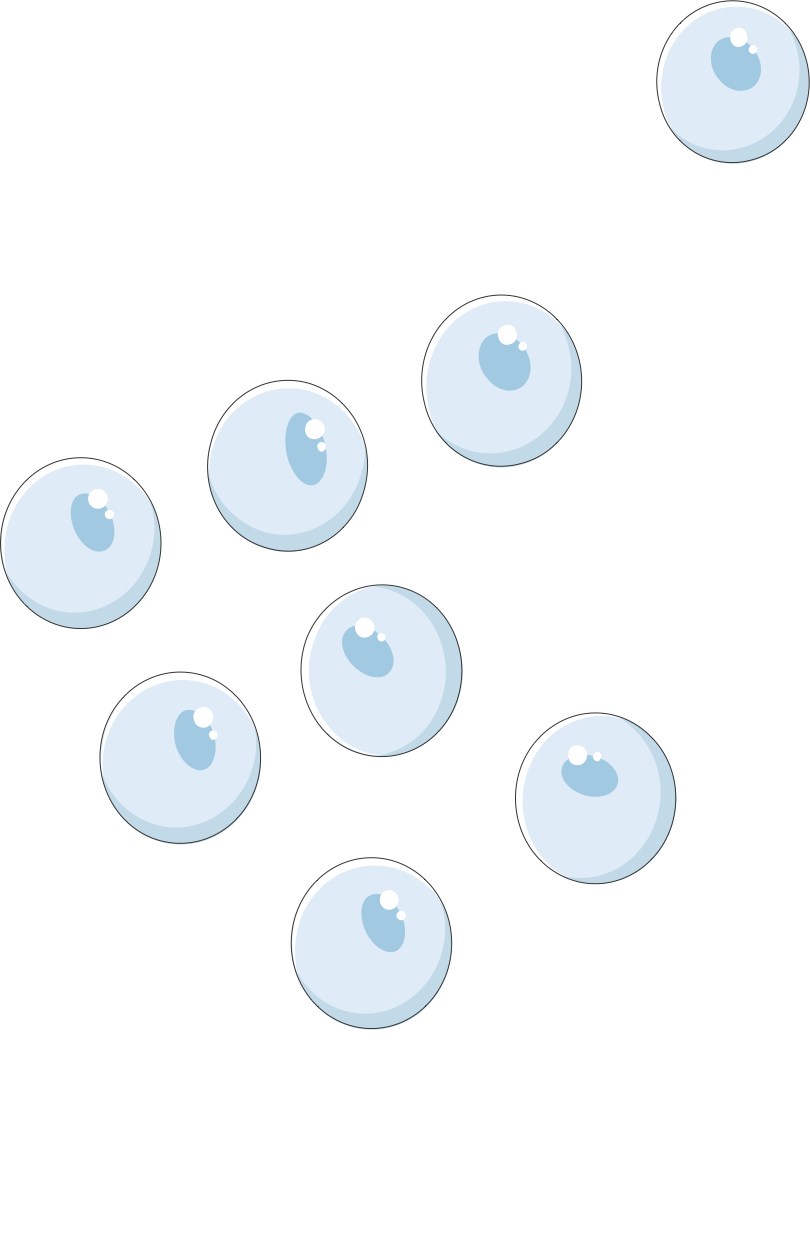
Merozoïeten
Ringstadium trofozoït
Trofozoït
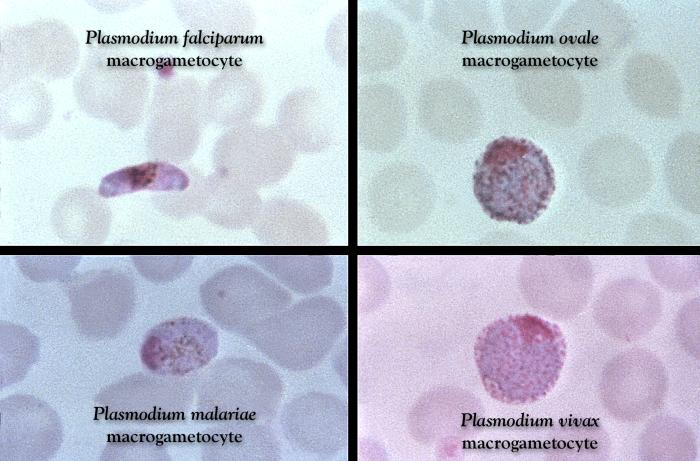
Macrogametocyten van verschillende soorten

#### Geslachtelijke ontwikkeling
De gametocyten worden ingenomen door een Anopheles-mug tijdens een bloedmaaltijd(8). De vermenigvuldiging van de parasieten in de mug staat bekend als de sporogonische cyclus(C). In de maag van de mug bevruchten de microgameten de macrogameten en worden de zygoten gevormd(9). Uit de zygoten ontstaan de beweeglijke en langwerpige ookineten(10), die de middelste darmwand van de mug binnendringen, waar ze zich tot oöcysten ontwikkelen(11). In de oöcysten ontstaan door deling vele duizenden sporozoïeten, die bij het stukbreken van de oöcysten vrijkomen(12) en zich naar de speekselklieren van de mug begeven. De mug steekt vervolgens iemand die nog niet besmet is. Hierbij worden de sporozoïeten in het nog niet zieke menselijke lichaam geïnjecteerd en begint de cyclus opnieuw.
NB: dit is een vereenvoudigd overzicht van de ontwikkeling van plasmodium, een ontwikkeling die veel verschillende stadia kent.

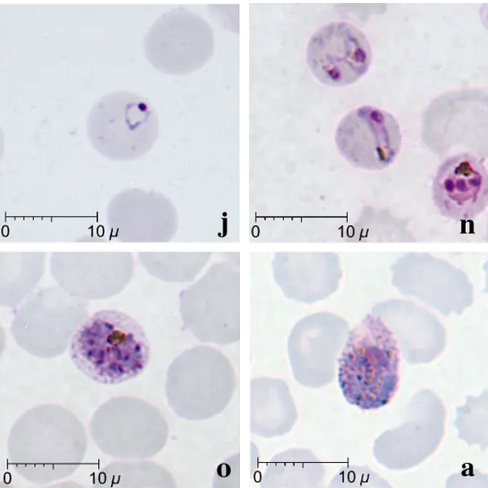
Trofozoït, vroeg stadium (linksboven), trofozoït, laat stadium (rechtsboven), schizont (linksonder), gametocyt (rechtsonder).
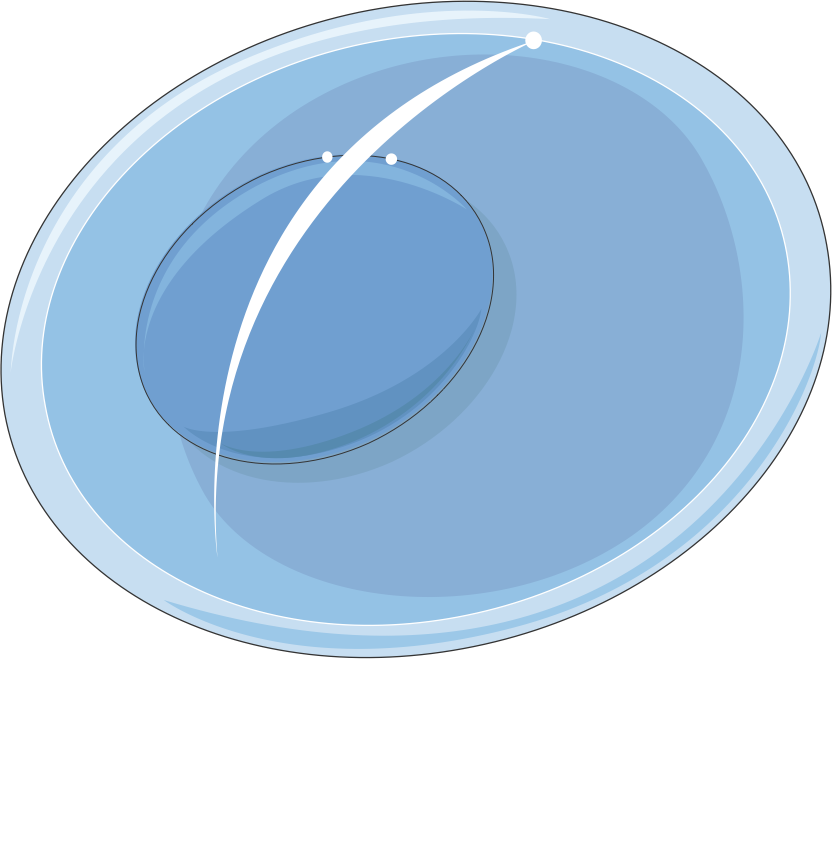
Zygoot
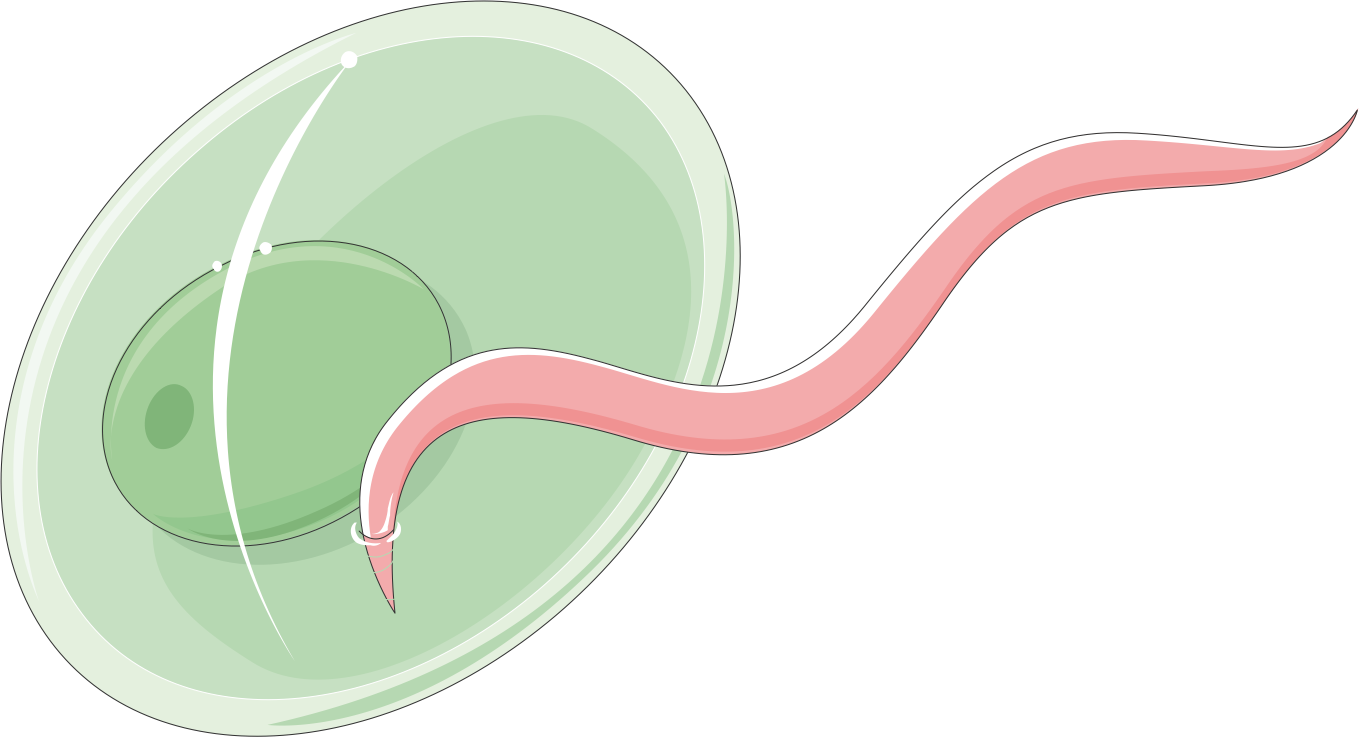
Oökineet
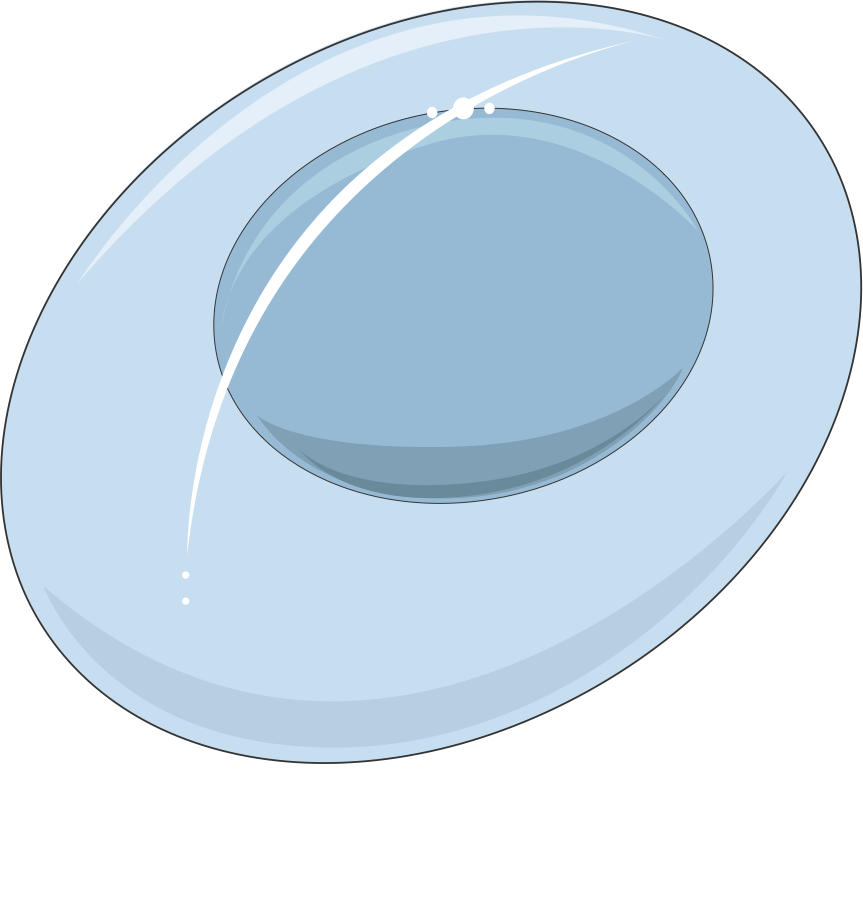
Oöcyst
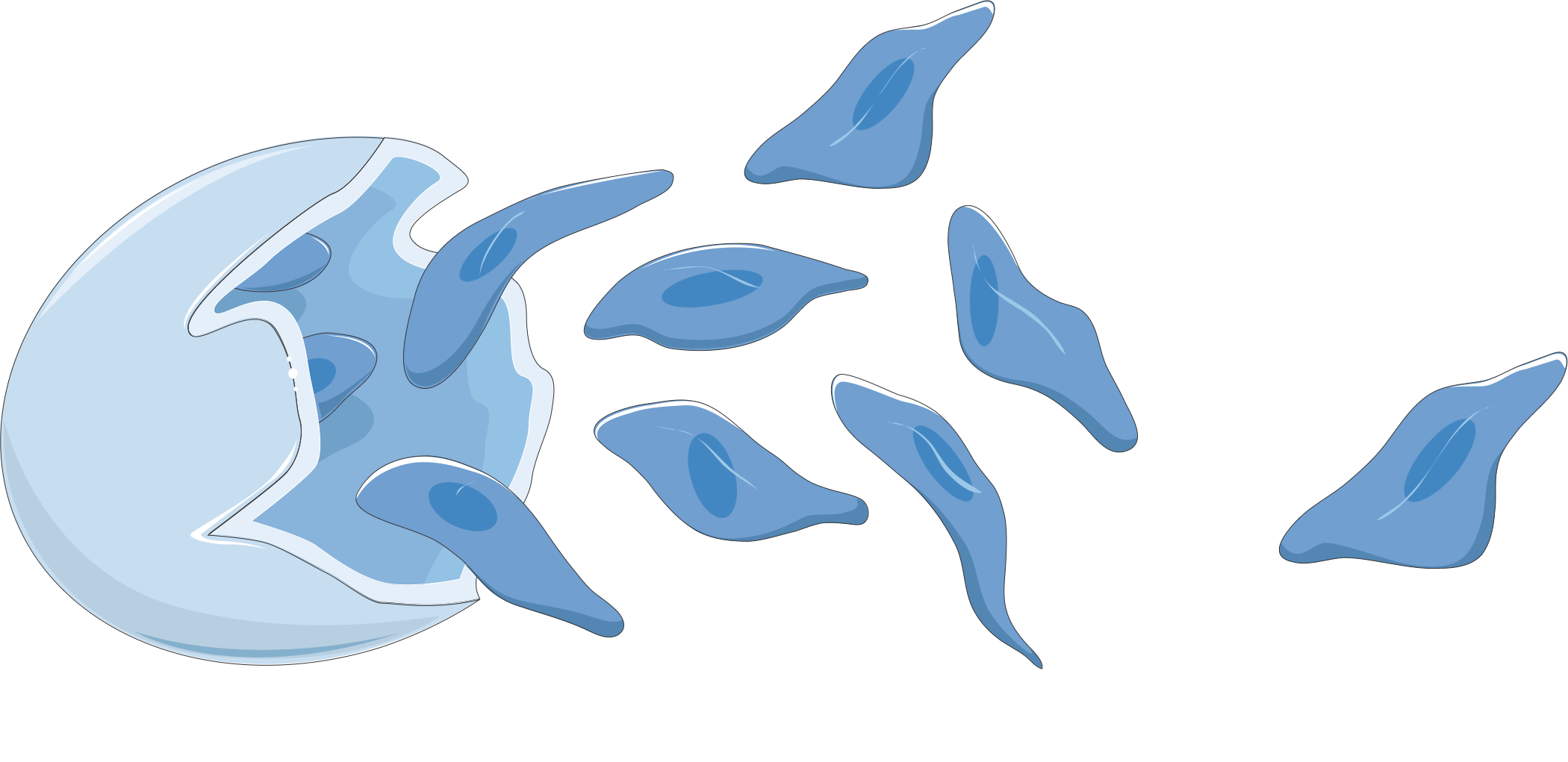
Sporozoïten

## De ziekte

### Verloop
Kenmerkend voor malaria zijn de koortsaanvallen, gepaard gaand met koude rillingen en soms braken. Bij een eenmalig besmettingsmoment blijft de ontwikkelingscyclus van de parasieten vaak een poos in de pas lopen, en verlaten ze allemaal op hetzelfde moment de cellen en komen samen met allerlei afvalstoffen vrij in het bloed, wat tot een koortsaanval aanleiding geeft, vandaar namen als 'derdedaagse koorts'. Afhankelijk van de soort plasmodium doen de aanvallen zich om de 48 uur voor (P. vivax en P. ovale), om de 72 uur (P. malariae), of vaker en onregelmatig (P. falciparum). De laatste vorm, malaria tropica, is de meest voorkomende en de ernstigste, doordat hierbij vaak allerlei nauwe bloedvaten van vitale organen verstopt raken. Dit komt doordat P. falciparum, in tegenstelling tot de andere varianten van Plasmodium, zowel de ongerijpte als de gerijpte rode bloedcellen binnendringt. Raken de bloedvaten in de hersenen verstopt dan ontstaat cerebrale malaria. De prognose van onbehandelde cerebrale malaria is slecht. Zelfs na opname in een ziekenhuis overlijdt tussen de 15 en 20% van alle patiënten met cerebrale malaria (de meerderheid jonger dan 5 jaar). Zonder dergelijke zorg is de sterftekans zo’n 95%. In totaal 80% van alle sterfgevallen door malaria wordt veroorzaakt door cerebrale malaria.
Het is verder niet echt duidelijk of cerebrale malaria door een specifieke stam van falciparum veroorzaakt wordt, door het bereiken van een bepaalde concentratie parasieten, of dat sommige mensen er gewoonweg meer ontvankelijk voor zijn; zo hebben sommige patiënten met cerebrale malaria een verrassend laag aantal parasieten in het bloed.
Malaria kan (door het verloren gaan van veel rode bloedcellen) vergezeld gaan van bloedarmoede (anemie) en vergroting van de milt.
In bepaalde delen van Afrika raakt een groot deel van de bevolking vanaf de jeugd met malaria besmet. Mensen die herhaaldelijk besmettingen overleven, kunnen langzamerhand een zekere weerstand opbouwen. Zo leden Engelse en Spaanse legers in Walcheren zware verliezen door malaria, terwijl deze ziekte veel minder effect had op de lokale bevolking. Daarnaast bestaan er bepaalde genetische mechanismen die een zekere bescherming bieden tegen malaria. Een voorbeeld daarvan zijn sommige erfelijke afwijkingen van de vorm van het molecuul van hemoglobine, het rode eiwit dat het belangrijkste bestanddeel van rode bloedcellen vormt. Sikkelcelziekte in de homozygote vorm is nadelig voor de drager, maar in heterozygote vorm zijn dragers minder gevoelig voor malaria. Dit is de reden dat dergelijke hemoglobinopathieën veel meer voorkomen in gebieden waar malaria endemisch is. Andere vormen van resistentie hebben vaak betrekking op lokale malariavarianten. Vroeger reisden mensen niet veel, door toenemende globalisering verspreiden malariavarianten zich echter sneller. Weerstand tegen malaria is daardoor steeds minder effectief.

### Diagnostiek
Vroege diagnose en directe behandeling zijn twee fundamentele elementen in de beheersing van malaria. Standaard wordt nog steeds een dikkedruppelpreparaat gemaakt van bloed. De bloedafname hiervoor kan op ieder moment plaatsvinden. Er hoeft dus niet gewacht te worden tot zich weer een malaria-aanval voordoet (waardoor kostbare tijd verloren gaat). De parasieten zijn immers voortdurend aanwezig in de rode bloedcellen. Bij een positieve dikke druppel wordt verder gekeken in een uitstrijk van bloed waarmee vervolgens het type Plasmodium kan worden vastgesteld. Deze labtechniek is vrij eenvoudig uit te voeren, naast verschillende kleurstoffen en labmateriaal is slechts nog een microscoop nodig om de preparaten te beoordelen. Ook kan op deze manier een telling worden gedaan van het aantal geïnfecteerde rode bloedcellen ten opzichte van het aantal niet-geïnfecteerde rode bloedcellen wat een maat is voor de ernst van de parasitemie. Naast deze microscopische techniek bestaan ook commercieel verkrijgbare tests als de MalaQuick en de ParaSight F. Deze tests hebben als nadeel dat ze minder goed in staat zijn om patiënten met weinig of juist met veel geïnfecteerde rode bloedcellen te herkennen.

### Behandeling met medicijnen
Als de ziekte niet direct behandeld wordt met effectieve medicijnen, heeft ze vaak de dood tot gevolg. Er zijn diverse geneesmiddelen voor malaria, en er komen geregeld nieuwe middelen bij. Dat is ook nodig, want de parasiet heeft een sterk vermogen tot het ontwikkelen van resistentie. Het eerste middel was kinine, een alkaloïde dat uit kinabast (bast van de kinaboom uit Zuid-Amerika) wordt gewonnen. Dit werd door jezuïeten naar Europa gebracht, daarom werd het vaak jezuïetenpoeder genoemd. Lange tijd konden de parasieten bestreden worden met chloroquine, een van kinine afgeleid relatief goedkoop middel dat de parasieten in de rode bloedcellen doodt. In de loop der jaren zijn P. falciparum en in mindere mate P. vivax resistent geworden voor chloroquine. Kinine wordt overigens nog steeds veel gebruikt bij gecompliceerde malaria tropica. Het wordt dan vaak per injectie gegeven. Wel treedt in Zuidoost-Azië steeds meer kinine-resistentie op.
Waar chloroquine niet werkt, wordt vaak mefloquine (Lariam®) voorgeschreven. Dit middel geeft echter bij sommige mensen ernstige bijwerkingen, soms van psychiatrische aard, die langdurig kunnen aanhouden.
Een nieuwer middel is een combinatie-therapie gebaseerd op artemisinine. Deze behandeling is aanmerkelijk duurder dan die met chloroquine, en wordt daarom (nog) veel minder toegepast dan wenselijk zou zijn. Een verhoopt voordeel van combinatietherapie is dat plasmodia minder snel resistentie zullen ontwikkelen. Een niet al te duur middel dat in westelijk Afrika wordt gebruikt is het curative antimalarial/antipaludique curatif: Co-Arinate FDC, een combinatietablet van Artesunate (200 mg), sulfamethoxypyrazine (500 mg) en pyrimethamine (25 mg). Een kuur van 3 tabletten, om de 12 uur in te nemen, wordt voor de meeste typen van malaria aanbevolen.
Artemisinine is de werkzame stof van Artemisia annua of Qing Hao (Chinees: 青蒿, pinyin: qīng hāo), een Chinese kruidenthee die in China al ruim twee millennia wordt gebruikt voor de genezing van malaria en aambeien. Het is in 2005 gelukt een voorlopermolecuul van artemisinine te laten maken door gistcellen na genetische modificatie, waarmee synthese van dit middel binnen bereik komt. Ongecompliceerde malaria tropica wordt in Nederland en België behandeld met atovaquone-proguanil (Malarone ®) of een artemisine combinatiepreparaat (Riamet®), die in tabletvorm ingenomen kunnen worden en effectief en veilig zijn.
Artemisinine is uitgegroeid tot de standaard behandeling daar waar malaria endemisch is. In 2005 werd echter voor het eerst resistentie geïdentificeerd in het westen van Cambodja. Artemisinine-resitentie wil niet noodzakelijkerwijs zeggen, dat de behandeling met artemisinine helemaal niet meer werkt, maar zorgt wel voor een langzamere afbouw van het aantal parasieten (P. falciparum) in het bloed van patiënten.
Onderzoekers zijn bezorgd dat artemisinine-resistente stammen van P. falciparum zich zullen uitbreiden naar Afrika bezuiden de Sahara, zoals al eerder heeft plaatsgevonden met andere malaria behandelingen, waaronder chloroquine. Volgens de onderzoekers zou het een enorm probleem gaan vormen, wanneer de artemisinine-resistente malariaparasiet zich gaat verspreiden. Er zijn niet veel andere werkende medicijnen meer.

### Immuniteit
Eenmaal geïnfecteerd is men minder kwetsbaar voor nieuwe infecties. Continue herinfectie (jarenlang) kan tot een bepaalde graad van immuniteit leiden. Er bestaat dan geen immuniteit tegen de andere soorten. Deze immuniteit neemt weer af als geen herinfecties voorkomen. Mensen met immuniteit tegen malaria die tijdelijk in gebieden gaan wonen zonder malaria kunnen bij terugkeer naar malariagebied daardoor opnieuw ziek worden.

## Preventie
Malaria kan op verschillende manieren worden voorkomen:
- Muskietennetten (klamboes) die geregeld geïmpregneerd worden met een insecticide zoals DEET houden de muggen goed tegen.
- Bestrijding van de malariamug:
  - stilstaand, ondiep water droogleggen, waar de muggen hun eitjes leggen. Op deze manier is de ziekte verdreven uit de VS en Zuid-Europa.
  - bestrijding met behulp van insecticide. Binnenshuis bestrijden met insecticide is 3 tot 6 maanden effectief, afhankelijk van het type bestrijdingsmiddel en het materiaal dat bespoten wordt. Gebruik van DDT is in gematigde streken een effectief middel gebleken, zelfs tot 12 maanden na de besproeiing; in de jaren 50 en 60 van de 20e eeuw werd DDT in Latijns-Amerika en Azië op grote schaal gebruikt om de malariamug uit te roeien. Heden ten dage wordt onderzocht of malariamuggen uit te schakelen zijn door het uitzetten van genetisch gemodificeerde of steriele muggen. Om de verspreiding van de genetisch gemodificeerde muggen te versterken, is zelfs voorgeslagen hiervoor de controversiële "gene drive", toe te passen.
- het profylactisch toedienen van medicijnen aan mensen die blootgesteld worden aan malariamuggen; dit heeft vooral zin bij mensen die niet in de tropen wonen, maar alleen een bezoek brengen. Gebruikte middelen zijn onder meer mefloquine, atovaquone, proguanil, doxycycline, primaquine[12] en chloroquine.[13]

De bestrijding van malaria wordt bedreigd door de toenemende resistentie van de malariaparasieten tegen insecticiden. De toenemende weerstand van de plasmodium falciparum-parasiet tegen artemisinine, die al in 2009 in het grensgebied van Cambodja en Thailand werd vastgesteld, is nu ook bevestigd bij onderzoek in Myanmar en Vietnam. Volgens het WHO-malariarapport 2011, waarin de gegevens over insecticideweerstand voor het eerst systematisch in kaart werden gebracht, werd in 45 landen resistentie vastgesteld tegen ten minste een van de vier soorten van insecticiden, die gebruikt worden in de strijd tegen malaria, daarvan liggen 27 landen ten zuiden van de Sahara. India en de malaria-endemische landen van Afrika lopen de grootste risico's als gevolg van de talrijke meldingen van weerstand, gecombineerd met een hoog malariarisico.

## Waar komt malaria voor?

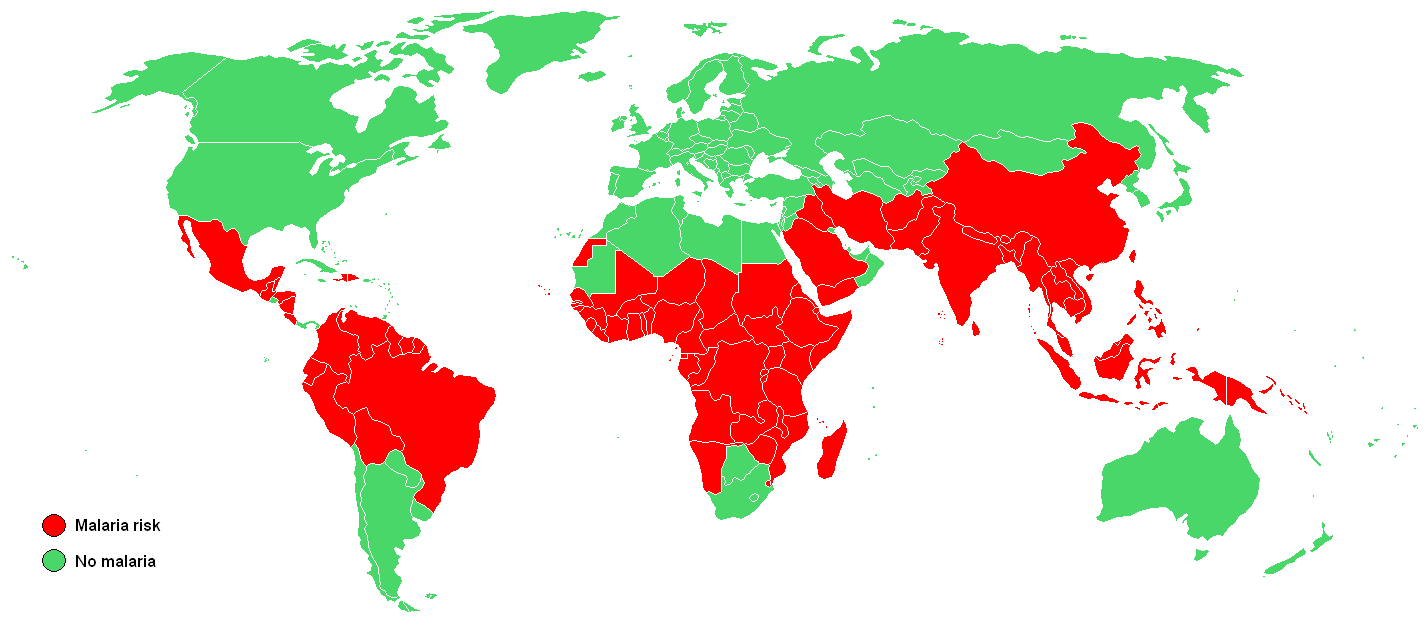
Verspreiding van malaria
----
risico op malaria (rood)
geen malaria (groen)

Muggen die malaria overbrengen, gedijen goed in warme, vochtige streken. Maar malaria is niet alleen een tropische ziekte. Tot in de twintigste eeuw kwamen ook malariavarianten in gematigde streken voor, tot aan de poolcirkel toe. Door betere huisvesting, voeding en kleding, door drooglegging van de landerijen, uitbreiding van de veestapel en beschikbaarheid van medische voorzieningen (waaronder kinine) werd malaria al in de 19e eeuw sterk terug gedrongen.
Na de ontdekking van de levenscyclus van de parasiet en de rigoureuze bestrijding van de mug is de ziekte in de ontwikkelde wereld verdwenen. Het verspreidingsgebied is nu voornamelijk de derde wereld.
Het feit dat de meeste slachtoffers in Afrika vallen, is niet alleen een gevolg van het klimaat aldaar. Armoede zorgt ervoor dat er onvoldoende middelen voor de bestrijding van de mug en de behandeling van de ziekte beschikbaar zijn. Stilstaande plassen en vervuild water in sloppenwijken fungeren als kweekvijvers voor muggen. Hierbij komen het gebrek aan afdoende infrastructuur, hygiëne en medische voorzieningen. Toch is de sterfte aan de ziekte in Afrika tussen 2000 en 2013 gehalveerd, van ruim een miljoen per jaar naar ruim een half miljoen. De WHO schrijft dit toe aan de grotere beschikbaarheid van geïmpregneerde klamboes, effectievere medicijnen en betere testen.
Het dodencijfer daalde in 2017 verder naar ongeveer 445.000, waarvan een derde woonde in Nigeria.
China werd in augustus 2021 door de Wereldgezondheidsorganisatie (WHO) malariavrij verklaard, nadat de ziekte daar vier jaar lang niet meer was geconstateerd.

## Nederland

### Geschiedenis
Nog in de eerste helft van de 20e eeuw werden in Nederland geregeld uitbraken van malaria geconstateerd en werd de ziekte vaak bij patiënten geconstateerd. Nog in de zomer van 1945 was er in de Zaanstreek een heftige uitbraak.

In eerdere eeuwen was malaria in de kustgewesten een belangrijke sterfteoorzaak. Onder de naam wisselkoorts of anderdaagse koorts kwam de ziekte veelvuldig voor langs de Friese en Groningse Waddenkust, rond de toenmalige Zuiderzee, op de Zuid-Hollandse Eilanden en in Zeeland. In de volksmond bestonden allerlei benamingen voor malariakoortsen, die vanwege de afwisselende ervaring van hitte en kou tijdens een koortsaanval werden gekenschetst als koude koorts, Middelnederlands coude of kelde. In Friesland sprak men wel van tsjinst, dat is 'dienstbaarheid aan de koorts', die de lijder op zijn vaste koortsdag aan het bed kluisterde. Zo schreef Marcus Zuerius Boxhorn in zijn Chroniick van Zeelandt uit 1644 dat de situatie hier bijna even erg was als op Sardinië:
... de Zeeuwsche coortsen zijn nu bij naer een spreeckwoordt ende schrick bij den aangrensenden volckeren gheworden.
De ziekte is al in de vroege middeleeuwen in West-Europa geïntroduceerd en had later vermoedelijk een diepgaande invloed op de volksgezondheid. De malariavarianten die West-Europa voorkwamen (P. vivax en P. malariae) gelden tegenwoordig als veel minder dodelijk dan de tropische malaria. Uit demografische gegevens blijkt echter dat de sterftecijfers in de laag gelegen kuststreken rond de Noordzee in de 16e, 17e en 18e eeuw veel hoger waren dan op de hogere gronden. Met name in Engeland, Duitsland en België is dit goed onderzocht.
Vooral zuigelingen, adolescenten, immigranten en seizoensarbeiders overleden aan periodieke koortsen, met name aan de anderdaagse koorts, die over het algemeen heftiger verliep dan de derdedaagse. De volwassenen die in deze streken opgroeiden, werden in zekere mate resistent. Velen hadden een latente besmetting met P. malariae onder de leden, die men jaren met zich mee kon dragen. De ziekte was aanvankelijk endemisch; beide vormen waren vrijwel altijd latent onder de bevolking aanwezig en stak vooral in warme nazomers en na overstromingen de kop op. In de 19e en 20e eeuw, was de ziekte minder algemeen en was er sprake van epidemieën die vooral mensen die nog niet eerder besmet waren geweest heftig troffen.
Latere onderzoekers zoals de Nederlandse epidemoloog Nicolaas Swellengrebel, die te maken hadden met de laatste uitbraken van malaria, waren overdreven sceptisch over het voorkomen van deze ziekte in het verleden. Dat kwam vooral omdat de diagnostiek en etiologie van malariakoorten vóór de 19e eeuw hele andere begrippen gebruikte dan dat de moderne wetenschap dit doet. Auteurs uit de 19e eeuw die nog dichter bij hun voorgangers stonden, hadden daar minder moeite mee.
Onmiskenbaar waren de verschijnselen van de anderdaagse koorts (malaria tertiana, veroorzaakt door P. vivax, waarbij de patiënten telkens één dag geen koorts en de volgende dag hoge koorts hadden) en de derdedaagse koorts (malaria quartana, veroorzaakt door P. vivax, waarbij de patiënten telkens twee dagen koortsvrij waren). Ook een sterk gezwollen milt is typerend voor malaria. De chronische gevolgen van malaria als bloedarmoede, oedeem en algehele uitputting (de zogenaamde moeras-cachexie) waren echter minder goed herkenbaar en werden dikwijls gerangschikt onder de term 'landscheurbuik'. "Vele scheurbuiklijders hebben vroeger aan febris quartana geleden", stelde de 16e-eeuwse arts Boudwijn Ronsse.
De Engelse onderzoekster Mary J. Dobson noemt malaria dan ook de "grote verzwakker", die de volksgezondheid op de lange duur ondermijnde. Een enkele keer kwam mogelijk ook tropische malaria voor, zoals een jaar na de stormvloed van 1825 in Noord-Nederland. Tijdens de zogenaamde Groninger ziekte van 1826 stierf in Groningen 10% van de stadsbevolking en 5% op het Noord-Groningse platteland. Ook Friesland kende een groot aantal sterfgevallen.
In het Dagboek van Jan Kruys schrijft de burgemeester van Vriezenveen op 8 oktober 1826 over de Groninger ziekte die rondging in de provincies Groningen, Oost Friesland en ‘elders op de kleigronden’ die geplaagd waren door dijkdoorbraken en overstromingen:
In de stad Groningen zyn er in een week van 162 en 173 aan gestorven. Hetgeen de gewone sterfte meer dan agt malen overtreft. Het getal der zieken zou zelfs zeven duizend te boven gaan; maakende meer als het vierde gedeelte der bevolking der stad uit. Alle de militairen, zeer weinige uitgezonderd, zyn hier onder begrepen. Men heeft van elders eene menigte Doctoren ontboden, om hulp te verleenen.
De belangrijkste vector voor malaria in Nederland was de Anopheles atroparvus, een muggensoort die in 1927 door de Leidse entomoloog Pieter H. van Thiel is beschreven en die zich onderscheidt van andere soorten A. maculipennis door kortere vleugels en een ander leefgedrag. Deze muggensoort broedt vooral in brak water, waar de concurrerende A. messeae niet kan overleven. Zodoende was de malariamug vooral actief in kustgebieden, met name in streken met zoute kwel, zoals de omgeving van het Noordzeekanaal, het achterland van de Waddenzee, de Zeeuwse en Zuid-Hollandse eilanden en rond de Zuiderzee.
De malariamug overleefde de winter met het vee in de stallen. Tijdens de overwintering waren de muggen nauwelijks actief. Doordat vroeger de mensen met hun vee in hetzelfde gebouw sliepen, konden de muskieten gemakkelijker mensen steken en de ziekte van de ene mens naar de andere overbrengen. De A. atroparvus heeft overigens een voorkeur voor varkens, de A. messae prefereert runderen. Waar vroeger de veeteelt een minder grote rol speelde, kon deze laatste soort ook een belangrijke vector worden, zoals dat in Centraal Europa gebeurde.
Onder gunstige omstandigheden kon de malariamug plaatselijk algemeen voorkomen, maar door de veranderende waterhuishouding komen er nauwelijks nog brakwatergebieden voor. Over de huidige verspreiding van de A. atroparvus in Nederland zijn verder weinig gegevens bekend. In moderne boerderijen met ligboxstallen en varkensverblijven zijn de leefomstandigheden voor muggen ongunstig.
In de 19e eeuw kwamen malaria-uitbraken nog wel geregeld voor, maar de sterftecijfers liepen sterk terug. In Friesland en Groningen was na de uitbraak van 1826 vrijwel sprake van oversterfte door malaria.; alleen in de jaren 1856-1860 was daarvan nog enigszins sprake. De sterftecijfers in Noord-Holland en Zeeland bleven langer hoog, vooral waar het om kindersterfte gingen. De socioloog Evert Hofstee weet dit vooral aan malaria, maar historicus Otto Hoogerhuis betoogt dat hier eerder maag- en darminfecties een grote rol speelden. De laatste grote uitbraken van malaria vonden kort na de Tweede Wereldoorlog in Noord-Holland en Friesland plaats.
De verdwijning van autochtone malaria tertiana en quartana uit Nederland berust op een combinatie van meerdere factoren. Hij begon vermoedelijk al in de 18e eeuw met verbeterde voeding, kleding, huisvesting en ontwatering. Mogelijk bewerkstelligde ook de invoering van de aardappel een verhoging van de weerstand, doordat vitamine-C tekorten eerder werden aangevuld (met alle positieve gevolgen voor de rode bloedlichaampjes). In de 19e en 20e eeuw gingen ook andere factoren een rol spelen:
- de groeiende toegankelijkheid van medische voorzieningen en het gebruik van kina-extract, kinine en later plasmochine, waardoor het aantal dragers van de malariaparasiet die anderen konden besmetten sterk verminderde.
- de gerichte bestrijding van Anopheles muggen door te spuiten met DDT en andere gifstoffen.
- de ontzilting van het binnenwater in de kuststreken, met name door de afsluiting van de Zuiderzee in 1932. Het aantal muggen nam daardoor sterk af en dat gold nog meer voor de A. atroparvus, die afhankelijk is van brak water. De A. messeae vormden een veel kleiner risico.
- de vervuiling van het oppervlaktewater door insecticiden en fosfaatrijke wasmiddelen is eveneens van invloed geweest. Insecticiden doodden veel ongedierte; fosfaten bevorderden de kroosvorming op de broedplaatsen van de malariaparasieten, waardoor hun larven niet konden overleven.

| Epidemieën Nederland, 1850-1965 | Epidemieën Nederland, 1850-1965       |
| Periode                         | Plaats                                |
| ------------------------------- | ------------------------------------- |
| 1719                            | Noord-Holland, Friesland en Groningen |
| 1727                            | Friesland en Groningen                |
| 1775                            | Groningen                             |
| 1809                            | Zeeland (Engelse invasie)             |
| 1826-1827                       | Friesland en Groningen                |
| 1888                            | Kampen                                |
| 1900                            | Groningen                             |
| 1905                            | Noord-Holland                         |
| 1909                            | Noord-Nederland                       |
| 1923                            | Noord-Holland                         |
| 1942                            | Noordoostpolder                       |
| 1940-1945                       | Middelburg                            |
| 1942-1947                       | Noordoostpolder                       |
| 1945-1946                       | Noord-Holland en Friesland            |
| 1965                            | Noord-Holland                         |

### Huidige situatie
Malaria neemt in Nederland toe en wordt voornamelijk geïmporteerd vanuit Afrika (vluchtelingen en toeristen). Ook zijn Indonesië en Suriname een groeiende bron van ingevoerde malariagevallen. Deze toename is mede te wijten aan de onvoorzichtigheid en nonchalante houding van reizigers bij het opvolgen van adviezen om malaria te voorkomen. Voor een klein aantal is dit dodelijk geweest.
| Meldingen van malaria in Nederland, 1950-2010 | Meldingen van malaria in Nederland, 1950-2010 |
| Jaar                                          | Meldingen                                     |
| --------------------------------------------- | --------------------------------------------- |
| 1950                                          | 449                                           |
| 1960                                          | 54                                            |
| 1970                                          | 16                                            |
| 1980                                          | 101                                           |
| 1990                                          | 249                                           |
| 2000                                          | 691                                           |
| 2008                                          | 225                                           |
| 2009                                          | 243                                           |
| 2010                                          | 251                                           |

| Meldingen van aan malaria overledenen in Nederland, 1996-2014 | Meldingen van aan malaria overledenen in Nederland, 1996-2014 |
| Periode                                                       | Mensen                                                        |
| ------------------------------------------------------------- | ------------------------------------------------------------- |
| 1996-1999                                                     | 8                                                             |
| 2000-2004                                                     | 10                                                            |
| 2005-2009                                                     | 8                                                             |
| 2010-2012                                                     | 4                                                             |

## België
In België komt de malaria sinds 1938 endemisch niet meer voor. Als doodsoorzaak heeft de ziekte in België nooit een grote rol gespeeld. In de periode 1870-1950 speelde het slechts in 0,3% van de gevallen een rol bij het overlijden. Men kon eerder aan pokken, roodvonk en mazelen overlijden. Vooral in de poldergebieden van Vlaanderen kwam malaria ("polderziekte", "moerasziekte") tot 1938 voor. Het was voor lange tijd een gevreesde ziekte, zelfs zodanig dat het moeilijk was om mensen bereid te vinden in deze streken te gaan wonen en werken. De ongezonde leefomstandigheden waren tot ver buiten de polders bekend. Volgens het toenmalige "hoofdscollege" van het Land van Waas wilden meiden en knechten van buiten de provincie er enkel komen werken als zij dubbel zoveel als elders werden betaald, omdat ze eerst de "polderziekte" moesten doorstaan. Om mensen aan te trekken werd er zelfs gedacht aan belastingvrijstelling. Pas in de loop van de 19e eeuw neemt de betekenis van malaria langzamerhand af.
Voor het verdwijnen van malaria uit België zijn ongeveer dezelfde oorzaken verantwoordelijk als die malaria in Nederland verjoegen. Niet alleen het droogleggen van brakwater-legplaatsen door ontwatering, indijking en overige waterwerken, maar ook het gebruik van kunstmest en van pesticiden is verantwoordelijk. Verder is ook de inrichting van varkens- en koestallen drastisch veranderd.
Malaria komt in België sporadisch nog voor bij autochtonen. Zo werd eind december 2010 bij een 64-jarige man malaria door P. falciparum vastgesteld. De man werd opgenomen in het ziekenhuis met koorts, malaise en verwardheid. Hij is intussen volledig hersteld. Het gaat hier om een autochtone infectie want hij was in de voorgaande maanden behalve in Noord-Frankrijk niet in het buitenland en niet in de nabijheid van een vliegveld geweest. Ook had hij geen contact gehad met reizigers afkomstig uit een malaria-endemisch gebied of bloedtransfusies gekregen.
De Gezondheidsinspectie van Wallonië is samen met epidemiologen en entomologen een diepgaand onderzoek gestart. Binnen een straal van 5 km rondom het adres van de patiënt waren halverwege 2010 twee ziektegevallen met P. falciparum gediagnosticeerd. Een routine muggensurveillance heeft in de regio Anopheles plumbeus aangetoond. Het is echter niet bekend of deze muggensoort een rol heeft gespeeld bij de besmetting van deze patiënt. Op basis van experimentele data lijkt A. plumbeus in staat om P. falciparum van mens-op-mens over te kunnen dragen.

## Vaccin
Er bestond tot de jaren 2010 geen vaccin tegen malariabesmetting, en mogelijk zijn de ontwikkelingskosten daar schuld aan. Bestrijding van de ziekte hoort op dit moment vooral plaats te vinden door bestrijding van de mug en het droogleggen van de broedplaatsen van de mug.
Vanaf 2019 werden in Malawi, Ghana en Kenia bij wijze van test op grote schaal kinderen gevaccineerd met het RTS,S-vaccin. Dit vaccin bood volgens onderzoek bescherming aan ongeveer 40% van de personen die als kind van tussen de vijf en zeventien maanden oud ermee waren ingeënt. Op 6 oktober 2021 keurde de Wereldgezondheidsorganisatie (WHO) het eerste vaccin goed. Het ging om het vaccin RTS,S/AS01, Mosquirix genoemd, ontwikkeld in het laboratorium te Waver (België) van het Britse farmabedrijf GlaxoSmithKline. Wetenschappers uit Mali en Burkina Faso toonden in 2021 aan dat door het RTS,S-vaccin het aantal ziekenhuisopnames en sterftegevallen door malaria met zo’n 70 procent afnam als er bij het geven van de vaccinaties rekening werd gehouden met de start van het regenseizoen (in gebieden waar malaria seizoensgebonden is).
In Nederland werd onderzoek gedaan naar malaria door onder meer het Koninklijk Instituut voor de Tropen in Amsterdam. De laboratoria voor dit onderzoek zijn ondergebracht bij het AMC te Amsterdam. In België gebeurde het onderzoek in het Waverse lab waar het uiteindelijk goedgekeurde vaccin vandaan komt.
Wetenschappers van het Universitair Medisch Centrum St. Radboud in Nijmegen stelden in 2009 dat volledige bescherming tegen malaria mogelijk is. Zij deden een proef met vijftien gezonde vrijwilligers. De proef bestond uit twee delen. Tijdens het eerste deel werden tien van hen driemaal vijftien keer gestoken door muggen die met de malariaparasiet waren besmet. De vrijwilligers namen al die tijd chloroquine. Geen van de tien kreeg malaria doordat ze beschermd werden door de chloroquine. Vijf andere mensen kregen ook driemaal vijftien muggenbeten van muggen zonder malariaparasiet. Tijdens het tweede deel, een maand later, werden alle vijftien proefpersonen gestoken door besmette muggen zonder chloroquine te slikken. Vijf kregen malaria, tien niet. Die tien waren de mensen die tijdens het eerste deel van het experiment afweer tegen de parasiet hadden kunnen opbouwen.
Biotechnologiebedrijf Crucell werkte anno 2009 ook aan een vaccin, waarbij genetisch materiaal van malaria wordt ingebouwd in het relatief onschadelijke adenovirussen. De verwachting is dat door de blootstelling hieraan immuniteit voor malaria ontstaat.
In 2024 boekten onderzoekers van het LUMC en het St. Radboud resultaat met een genetisch verzwakte malariaparasiet. Een van de twee gebruikte varianten gaf 89 procent bescherming. Wel was dit een relatief klein onderzoek, met 23 deelnemers, waarvan er 3 een placebo kregen. De twee vaccins die de WHO heeft goedgekeurd, namelijk Mosquirix en R21 bevatten slechts één eiwit dat de parasiet uitscheidt. Men hoopt dat de bescherming van het nieuwe vaccin langer aanhoudt en robuuster is dan wanneer het menselijk lichaam weerstand opbouwt tegen slechts één eiwit.

## Genetische mutaties en het belang van malaria in de menselijke geschiedenis
De moderne mens (Homo sapiens) werd gedurende het grootste deel van de menselijke geschiedenis blootgesteld aan de dreiging van malaria-infecties. Er wordt geschat dat de eerste vertegenwoordigers van de Homo sapiens zo'n 200.000 jaar geleden ontstonden in Oost-Afrika. Van daaruit verspreidden zij zich geleidelijk over de hele aarde. Het koude klimaat en de malariavrije gebieden van de wereld werden slechts in de laatste 20.000 tot 30.000 jaar met de moderne mens bevolkt.
Na verloop van tijd deed zich in de menselijke populatie mutaties voor, die een zekere weerstand bieden tegen de ernstige vormen van malaria. Deze mutaties beïnvloeden de erytrocyten (rode bloedcellen), waarin zich de malariaparasiet ontwikkelt en vermeerdert.
Het zijn in eerste instantie vooral mutaties die betrekking hebben op het hemoglobine (hemoglobinopathieën). Daarnaast komen in tweede instantie ook genetische veranderingen in het metabolisme van erytrocyten voor.
Vorming van hemoglobinemutanten:
- Sikkelcelziekte (vorming van hemoglobine S, in tropisch Afrika)
- Hemoglobine C (in West-Afrika)
- Hemoglobine E (Zuidoost-Azië)
- Hemoglobine D (in India)

Verminderde synthese van hemoglobine:
- α-/β-thalassemie (Middellandse Zee, Zuid-Azië, Noord-Afrika)
- Enzymdefecten in de stofwisseling van de rode bloedcellen
- Glucose-6-fosfaat dehydrogenase (G6PDH)-deficiëntie)

Heterozygote dragers (met slechts één gemuteerd allel) kunnen ziek worden door malaria, maar ze zijn beschermd tegen de ernstige vormen van malaria, doordat de malariaparasieten zich niet zo goed kunnen voortplanten in deze rode bloedcellen.
Homozygote dragers (beide allelen gemuteerd), die geen medische behandeling krijgen, hebben vaak een aanzienlijk kortere levensduur, doordat de functie van de erytrocyten verstoord wordt, zoals bij sikkelcelanemie.
Wereldwijd is ongeveer 8% van de huidige wereldbevolking dragers van een van de bovenstaande mutaties. De hemoglobinopathieën behoren tot dusver tot de meest voorkomende menselijke genetische ziekten. In sommige regio's van de wereld (het gebied rond de Oost-Afrikaanse meren, delen van Zuidoost-Azië) heeft tot 50% van de bevolking een van deze genetische afwijkingen.
Het feit dat dergelijke mutaties, die voor de dragers belangrijke nadelen hebben, met name de homozygote vorm, nog altijd voorkomen in de menselijke populatie, is een indrukwekkend bewijs van de grote genetische druk die malaria op de menselijke evolutie heeft uitgeoefend. In gebieden met een minder frequent voorkomen van malaria (Noord-Europa, Noord-Azië), komen de hierboven genoemde mutaties in de autochtone bevolking niet voor; ze zijn door de selectiedruk binnen een paar duizend jaar verdwenen.

## Afbeeldingen

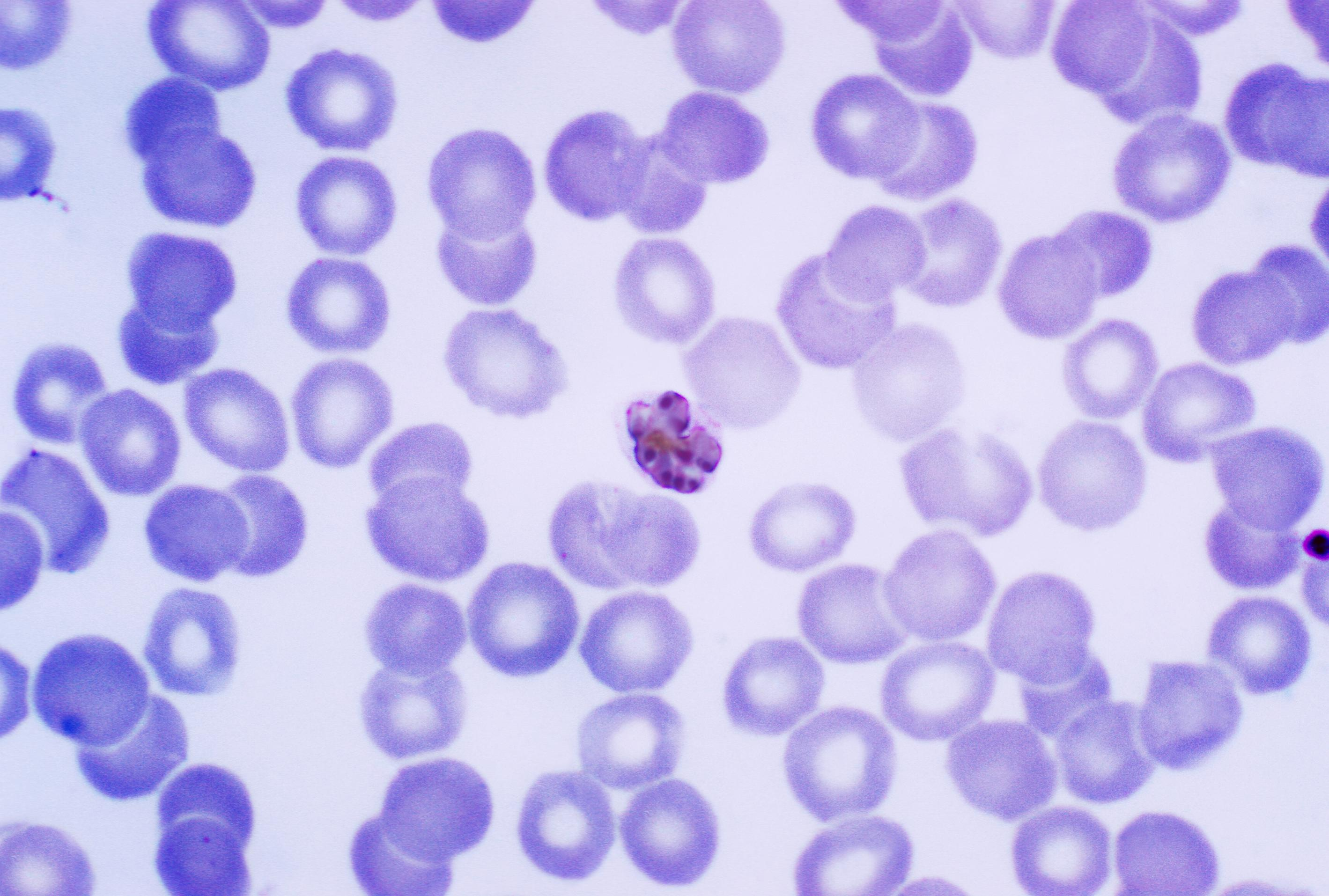
Plasmodium malariae-schizont in het midden
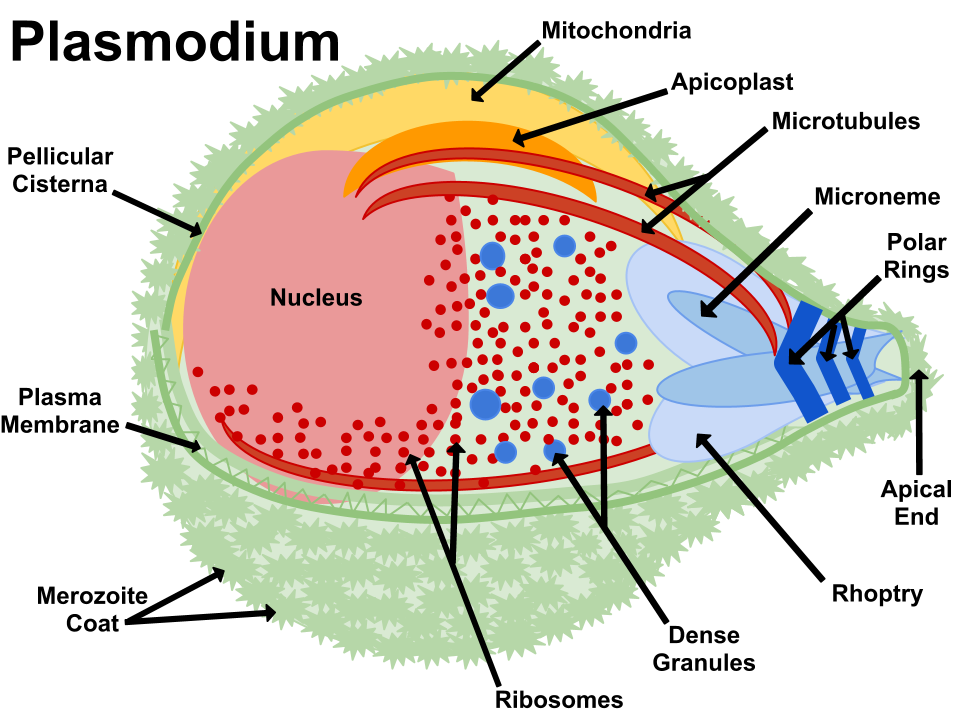
Tekening van plasmodium

## Video
- Entomoloog dr. ir. Bart Knols over malaria - Universiteit van Nederland